# Dekkánské trapy

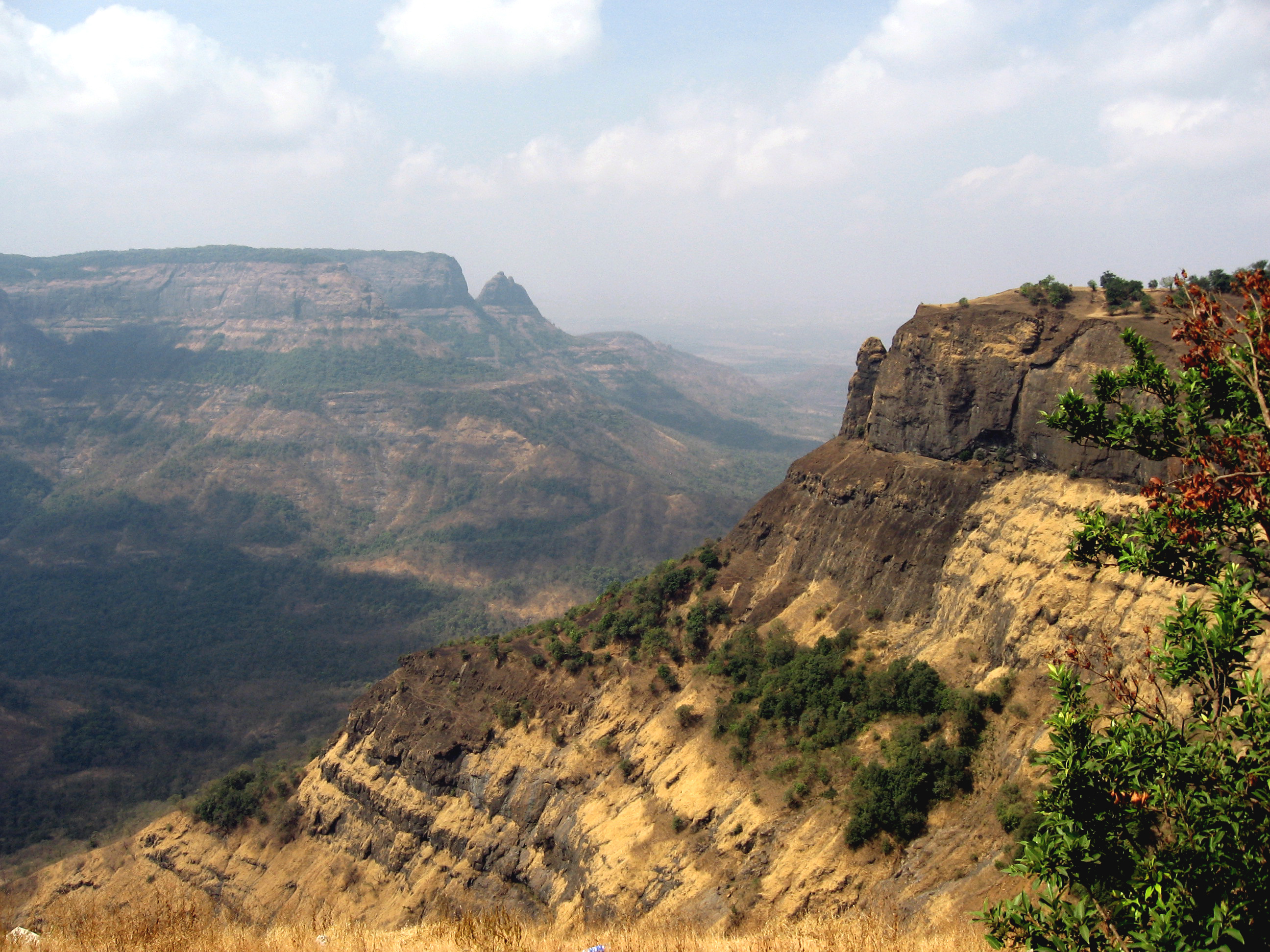
Pohled na část pohoří Západní Ghát

Dekkánské trapy (podle skandinávského slova trappa = "schody", odpovídá terasovitému profilu hornin) je velká magmatická provincie na území současné západní Indie. Nachází se na tzv. dekkánské plošině. Je možné, že jejich vznik sehrál úlohu také při hromadném vymírání na konci křídy před 66 miliony let.

## Charakteristika
Jedná se o jeden z největších vulkanických útvarů na povrchu Země a i v současnosti zabírá rozlohu přes 500 000 km² a objem přes 1 000 000 km³. V době svého vzniku však byla rozloha magmatických hornin ještě větší, a sice přes 1,5 milionu km² (téměř polovina rozlohy současné Indie). Mocnost vrstev přesahuje místy i 2000 metrů. Postupnou erozí a prostřednictvím pohybů tektonických desek však byla velká část původního objemu dekkánských trapů zničena. Množství uvolněného oxidu uhličitého a další průvodní jevy dekkánského výlevného vulkanismu, které mohly přispět k vymírání na konci křídy, jsou stále diskutovaným tématem.
Jak dokládá výzkum izotopů rtuti a dalších prvků v horninách příslušného stáří, výlevný vulkanismus v Indii pravděpodobně způsobil výrazné globální oteplení klimatu (tepelný event) v době krátce před velkým vymíráním na konci křídy.

## Původ
V současnosti již jsou k dispozici poměrně přesné údaje o stáří těchto útvarů. Dekkánské trapy začaly vznikat krátce před koncem křídové periody (na úplném konci druhohorní éry), asi před 66,25 miliony let. Jejich tvorba se časově shoduje také s dopadem planetky Chicxulub do oblasti dnešního Mexického zálivu. Je velmi pravděpodobné, že mezi oběma událostmi existuje přímá souvislost (největší objem magmatu se vylil na povrch právě po impaktu planetky před 66,0 miliony let). Vulkanická činnost pak pokračovala asi do doby před 63 miliony let (raný paleocén).

## Souvislost s vymíráním na konci křídy
Časově se vznik trapů velmi dobře shoduje s velkým hromadným vymíráním na konci křídy, čehož si všimli vulkanologové a geologové již v 70. letech 20. století. Od té doby soupeří indické vulkány s planetkou Chicxulub jako nejpravděpodobnější příčina vymírání na konci křídy (jemuž padlo za oběť asi 75 % druhů tehdejších organismů). Novější pohled spočívá v uznání role obou událostí, které zřejmě při vymírání spolupůsobily. Enormně velký objem vyvržených sopečných plynů do atmosféry pravděpodobně ztížil situaci již tak značně poškozených ekosystémů po dopadu planetky Chicxulub. Ovšem trapy působily tlak na přežití organismů již před dopadem planetky. A dinosauři přežili mnoho let po dopadu planetky. V době nejvyšší aktivity dekkánských vulkánů žili v této oblasti početní teropodní a sauropodní dinosauři, jak ukazují zejména objevy ze sedimentů geologického souvrství Lameta.
Podle odborné práce z roku 2020 se však stabilita klimatu na území Indie ani v průběhu nejsilnějších erupcí výrazně neměnila a role této sopečné činnosti pro vymírání na konci křídy je tak nejspíš zcela zanedbatelná. Jiná studie rovněž dokládá, že dekkánské sopky nemohly masové vymírání způsobit a jedinou příčinou vymírání na konci křídy je tedy dopad planetky Chicxulub.
Tuto hypotézu podporuje i zpřesněné datování největších vln výlevů, které měly nastat až několik stovek tisíc let po dopadu planetky a vymírání.
Na území severní Číny se dekkánská vulkanická aktivita na konci křídy mohla na vymírání při katastrofě K-Pg částečně podílet, jak ukázal výzkum chemického složení tamních sedimentů.
Jiná studie přichází se zjištěním, že Dekkánské trapy (resp. aktivní vulkány) nepochybně neukončily éru dinosaurů a nevyhubily je. Způsobily sice výrazné zvýšení obsahu skleníkových plynů přibližně 30 000 let před dopadem planetky, toto období rapidního zvýšení globální teploty klimatu však skončilo bez známek počínajícího vymírání. Dá se tedy říci, že dekkánské vulkány určitě nemohly být hlavní příčinou vymírání na konci křídy.

#### Česká
- SOCHA, Vladimír (2017). Velké vymírání na konci křídy. Červený Kostelec: Pavel Mervart, 2017. 292 s. ISBN 978-80-7465-259-2.
- SOCHA, Vladimír (2018). Poslední den druhohor, Vyšehrad, 2018. 368 s. ISBN 978-80-7429-908-7

#### Anglická
- Keller, G. (2014). Deccan volcanism, the Chicxulub impact, and the end-Cretaceous mass extinction: Coincidence? Cause and effect?, in Volcanism, Impacts, and Mass Extinctions: Causes and Effects, GSA Special Paper 505, pp. 29–55.
- Richards, Mark A.; Alvarez, Walter; Self, Stephen; Karlstrom, Leif; Renne, Paul R.; Manga, Michael; Sprain, Courtney J.; Smit, Jan; Vanderkluysen, Loÿc; Gibson, Sally A. (2015). "Triggering of the largest Deccan eruptions by the Chicxulub impact". Geological Society of America Bulletin. 127 (11–12): 1507–1520. doi:10.1130/B31167.1
- Vivesh V. Kapur & Ashu Khosla (2018). Faunal elements from the Deccan volcano‐sedimentary sequences of India: A reappraisal of biostratigraphic, palaeoecologic, and palaeobiogeographic aspects. Geological Journal. doi: https://doi.org/10.1002/gj.3379
- Courtney J. Sprain, Paul R. Renne, Loÿc Vanderkluysen, Kanchan Pande, Stephen Self & Tushar Mittal (2019). The eruptive tempo of Deccan volcanism in relation to the Cretaceous-Paleogene boundary. Science 363(6429): 866-870. doi: 10.1126/science.aav1446
- Dhananjay M. Mohabey & Bandana Samant (2019). Cretaceous-Paleogene Transition of Reptilian Tetrapods across Deccan Volcanism in India. Open Journal of Geology 9(10): 639-642. doi: 10.4236/ojg.2019.910062
- Omkar Verma & Ashu Khosla (2019). Developments in the stratigraphy of the Deccan Volcanic Province, peninsular India. Comptes Rendus Geoscience (advance online publication). doi: https://doi.org/10.1016/j.crte.2019.10.002
- Kyle W. Meyer, Sierra V. Petersen, Kyger C Lohmann, Joel D. Blum, Spencer J. Washburn, Marcus W. Johnson, James D. Gleason, Aaron Y. Kurz & Ian Z. Winkelstern (2019). Biogenic carbonate mercury and marine temperature records reveal global influence of Late Cretaceous Deccan Traps. Nature Communications 10, Article number: 5356. doi: https://doi.org/10.1038/s41467-019-13366-0
- Dhananjay Mohabey, Bandana Samant, Anup Dhobale & Deepesh Kumar (2019). Reptilian vertebrates from Deccan volcanic associated sediments of Malwa Plateau in context to reptiles across Maastrichtian-Paleogene volcanic eruptions in Main Deccan Volcanic Province, India. Global Geology. 22(4): 250-257. doi: 10.3969/j.issn.1673-9736.2019.04.03
- Rachel G. Reback, Dashrath K. Kapgate, Ken Wurdack, Steven R. Manchester (2022). Fruits of Euphorbiaceae from the Late Cretaceous Deccan Intertrappean Beds of India. International Journal of Plant Sciences. 183 (2): 128-128. doi: 10.1086/717691